# Susann Végh
Susann Végh, född 16 februari 1967 i Tyresö församling, är en svensk operasångerska (mezzosopran) som sjunger på Kungliga operan i Stockholm. Hon har bland annat medverkat som Zerlina i filmatiseringen av Don Juan (Don Giovanni) och som Moder Marie i Karmelitsystrarna.